# Pawn hearts
Pawn hearts is een studioalbum van Van der Graaf Generator (VdGG), voor de Verenigde Staten was het hun vierde album; voor Europa hun derde.

## Geschiedenis
VdGG kende in de periode rond 1970 een stabiele samenstelling. Ze trokken er als kwartet (Hammill, Banton, Jackson, Evans) op uit om albums te promoten en ook nieuw werk ten gehore te brengen. In de nasleep van het album H to He, who am the only one werden er concertreizen gehouden waarbij bijvoorbeeld Man-Erg al gespeeld werd. Tijdens de concertreeks schreef Hammill zijn lange werk A plague of lighthouse keepers. De start voor het nieuwe album vond plaats bij Hammill thuis; hij nodigde muziekproducent John Anthony bij hem thuis uit om alvast iets te laten horen en aan de hand daarvan wellicht al opnameplannen te maken. Ook verbleef de band enige tijd in het landhuis van Tony Stratton-Smith (baas van Charisma Records), Luxford House, Crowborough in Sussex.
In juli betrok de band de Trident Studios in Londen in om met de opnamen te beginnen. John Anthony werd ter zijde gestaan door de geluidstechnici Robin Cable, David Hentschel en Ken Scott. De eerste tracks die op tape stonden waren Theme One van George Martin en W. De tracks kwamen niet op het album maar werden wel als single uitgegeven. De band stelde voor een dubbelalbum uit te geven in de trant van Ummagumma van Pink Floyd. Er zouden twee plaatkanten gevuld worden met bandmuziek in de studio; één plaatkant met live in de studio opgenomen oud werk en één plaatkant met solostukken; wellicht om tegenwicht te bieden aan het lange stuk van Hammill (A plague). Charisma sprak er een veto over uit.
Toen het album in november 1971 op de markt kwam waren de meningen wisselend. Het Britse Record Mirror vond het richtingloos, Melody Maker vond met name A plague een fascinerend werk. Het album haalde echter vrijwel nergens een plaats in de hitparade, behalve dan in Italië. De band gaf daar een aantal concert en er vond een wisselwerking met de albumlijsten plaats; het album haalde daar de nummer 1-positie. De Italiaanse fans behandelden de bandleden als supersterren, zo erg dat ze begeleid werden door de Italiaanse versie van de oproerpolitie.
Achteraf groeide de waardering voor het album. Bladen als Q magazine en Mojo vonden het een miskend meesterwerk. Musici als Fish, Julian Cope en Andy Tillison waren het daar mee eens. OOR's Pop-encyclopedie (versie 1979) hield het op een ware tour-de-force, echter de band kreeg in de versie van 1992 geen eigen lemma meer. In eerste instantie liet Nederland het album nog links liggen, men was er niet zeker van hoe het in te delen: mindrock, spacerock of wellicht progressieve rock. Muziekblad Rolling Stone vond het in 2015 een van de beste progrock-platen aller tijden.
De platenhoes was opnieuw ontworpen door Paul Whitehead, die zich enigszins zorgen maakte voor het ontwerp. Hammill hielp hem door te zeggen "you’re just a pawn". Op de hoes staan mensen afgebeeld als pion (pawn) in een schaakspel, maar dan geplaatst op de Aarde. De binnenhoes laat verveelde VdGG-leden zien. Zij brengen elkaar bij een partijtje Crowborough Tennis (zelf verzonnen spel) de Hitlergroet, later zei Banton daarover, dat het gezien moest worden als meligheid in de traditie van Monty Python of Fawlty Towers

## Musici
Opvallend is het uitgebreidere instrumentarium van Banton, dat werd aangevuld met ARP en mellotron:
- Peter Hammill – zang, elektrische en slide-gitaar, piano , elektrische piano
- Hugh Banton – toetsinstrumenten, basgitaar, zang
- David Jackson - sopraansaxofoon, altsaxofoon, tenorsaxofoon, dwarsfluit, zang
- Guy Evans – drums, timpani, percussion, piano

Met
Robert Fripp - gitaar

## Muziek
| Nr. | Titel                              | Duur  |
| --- | ---------------------------------- | ----- |
| 1.  | Lemmings (including Cog) (Hammill) | 11:35 |
| 2.  | Man-Erg (Hammill)                  | 10:19 |

Bij de Amerikaanse en Canadese persing werd tussen tracks 1 en 2 Theme One meegeperst, overigens tegen de wens van VdGG in

| Nr. | Titel                                 | Duur  |
| --- | ------------------------------------- | ----- |
| 1.  | A plague of lighthouse keepers (VdGG) | 23:04 |

De teksten laten geen positieve Hammill horen. Zo bevat Lemmings de zinsnede “What choise is there left but to live in the hope of saving our children’s children’s children’s little ones". Het verbeeldt het op de rand van een klif staan met de neiging te springen. Het is een analogie met het verhaal wat destijds rondging dankzij de film White Wilderness uit 1958, lemmingen zouden bij overbevolking en masse van een klif springen; het bleek desinformatie te zijn. In Man-Erg zingt hij "How can I be free?" en "Am I really me?"; het is tevens de strijd tussen goed (engelen) en kwaad (moordenaar); elk moment kan het beest in de mens naar bovenkomen. Sommige tracks die bedoeld waren voor de dubbelelpee werden later bijgeperst op cd-versies.

## Nasleep
De samenstelling van VdGG was dan wel stabiel, het toeren en opnemen eisten wel hun tol. Na dit album viel VdGG uit elkaar, waarbij met name Peter Hammill zich wendde tot een solocarrière, waarbij hij af en toe voormalige bandleden inschakelde. Rond 1975 pakte VdGG de draad weer op met Godbluff.